# Бергстрём, Гунилла
Гунилла Бергстрём (швед. Gunilla Bergström; 3 июля 1942, Гётеборг — 25 августа 2021) — шведская писательница, журналистка, художница-иллюстратор.

## Биография
В 1966 году окончила факультет журналистики университета в Гётеборге и начала работать в газете Aftonbladet. Получив ежегодную стипендию Союза шведских писателей, в 1975 года уволилась и посвятила себя литературному творчеству.

## Творчество
Автор более 40 книг для детей. Известна благодаря серии книг о мальчике по имени Альфонс Оберг (Alfons Åberg).
Дебютировала в 1971 году, опубликовав книгу Mias Pappa flyttar о девушке, чьи родители разведены. В 1972 году вышла её первая книга из серии об Альфонсе Оберге (Alfons Åberg). За 40 лет Альфонс Оберг стал героем 25 историй и классиком шведской книжки-картинки. По числу выдач книг в библиотеках страны — миллион в год — Гунилла Бергстрём уступает только всемирно-известной сказочнице Астрид Линдгрен.
Произведения Г. Бергстрём переведены более чем на 30 языков мира. Всего было продано более 9 миллионов экземпляров (в Швеции около 5 млн.). Одна из них в 1985 году стала первой шведской детской книгой, переведенной на арабский язык.
В том же году в Гётеборге был открыт культурный центр Альфонса Оберга.
В 1979—1994 годах был снят шведский анимационный сериал «Alfons Ålberg» (4 сезона, 10-минутных серий). Сериал был дублирован на английский язык.
Г. Бергстрём также является автором детских книг о таких персонажах, как Милла, Билл и Болла. Ныне она является владелицей собственной компании Bok-Makaren .

## Награды
- Премия Эльзы Бесков за лучшую иллюстрированную шведскую детскую книгу (1979)
- Премия Министерства культуры Норвегии «За детскую и юношескую литературу» (1980)
- Премия Астрид Линдгрен (1981)
- Писательская премия по культуре (1981)
- Грэммис (1988)
- Почётная премия города Стокгольма (1993)
- Премия Шуллстрёма за детскую и молодёжную литературу (2006)
- Ежегодная литературная премия Emilpriset (2011)
- Всемирная стипендия Астрид Линдгрен (2012)
- В 2012 году за выдающиеся заслуги перед шведской культурой, наукой или обществом была награждена золотой медалью «Иллис Кворум» и др.

## Избранные произведения
- Mias pappa flyttar (1971)
- God natt Alfons Åberg (1972)
- Tjuven (1973)
- Aja baja Alfons Åberg (1973)
- Raska på Alfons Åberg (1975)
- Alfons och hemlige Mållgan (1976)
- Vem räddar Alfons Åberg? (1976)
- Listigt Alfons Åberg (1977)
- Alfons och odjuret (1978)
- Ramsor & Tramsor om Bill och Bolla (1979)
- Tokigt & Klokigt, mera rim med Bill och Bolla (1980)
- Är du feg Alfons Åberg? (1981)
- Var är bus-Alfons? (1982)
- Who’s Scaring Alfie Atkins? (1983)
- Lycklige Alfons Åberg (1984)
- Alfons och Milla (1985)
- Kalas Alfons Åberg (1986)
- Hokus Pokus Alfons Åberg! (1987)
- Bara knyt Alfons! (1988)
- Vad sa pappa Åberg? (1989)
- Alfons egna saker (1990)
- Alfons tycker om (1990)
- Där går Tjuv-Alfons! (1991)
- Milla mitt-i-natten (1991)
- Ingen sak sa Milla (1992)
- Mera monster, Alfons! (1992)
- Alla möjliga Alfons (1992)
- Mera miner med Alfons (1992)
- Trall-fonsar. Visor med Alfons Åberg (1992)
- Hurra för pappa Åberg! (1993)
- Milla mitt-i-godiskriget (1993)
- Näpp! sa Alfons Åberg (1994)
- Lösgodis — fickan full (1994)
- Lösgodis — en påse till (1994)
- Titta — peka Alfons Åberg (1994)
- Flyg sa Alfons Åberg (1997)
- Osynligt med Alfons (1998)
- Hurra för Alfons Åbergs far (1998)
- Hur långt når Alfons Åberg? (2002)
- Alfons ABC (2002)
- Alfons och soldatpappan (2006)
- Stora boken om Bill & Bolla (2007)